# 完全なる結婚 (1968年の映画)
『完全なる結婚』（かんぜんなるけっこん、原題：Van De Velde Die Vollkommene Ehe）は、1968年の西ドイツの性科学映画である。 
オランダの婦人科医ヘンドリック・ヴァン・デ・ヴェルデ原作の「完全なる結婚」を元に製作した映画である。
結婚生活に関する4つの基本問題をとりあげ、第一章=よい結婚とは、よい配偶者を選ぶこと、第二章=夫婦生活の雰囲気づくり、第三章=妊娠と子供の問題、第四章=性生活とその体位で構成される。インドの性典『カーマ・スートラ』の引用と再現した実写シーンも挿入されている。

## 内容
第一章では良い配偶者の選び方を、第二章では夫婦生活のムードづくりのテクニックを、第三章では性生活とその体位を中心に、インドの性典『カーマ・スートラ』からより良いセックスを学ぶ…。

## スタッフ・キャスト
- 監督：フランツ・ヨセフ・ゴットリーブ
- 脚本：フランツ・ザイツ
- 音楽：クラウス・ケーニッヒ

出演
ギュンター・シェトル他